# Megalopsalis grayi
Megalopsalis grayi is een hooiwagen uit de familie Monoscutidae. De wetenschappelijke naam van de soort is voor het eerst geldig gepubliceerd als Pantopsalis grayi in 1920 door Hogg.
De soort komt voor in Nieuw-Zeeland.